# Pilumnus dasypodus
Pilumnus dasypodus is een krabbensoort uit de familie van de Pilumnidae. De wetenschappelijke naam van de soort is voor het eerst geldig gepubliceerd in 1879 door Kingsley.